# Королевская средиземноморская медаль
Королевская средиземноморская медаль (англ. Queen's Mediterranean Medal) — британская медаль за участие в кампании, которая была утверждена Эдуардом VII и вручалась ополченцам, которые заменяли солдат регулярной армии в различных военных гарнизонах в Гибралтаре, Мальте и Египте. Такая замена позволила регулярным войскам быть готовым к участию во Второй англо-бурской войне.
Медаль и лента идентичны медали королевы за Южную Африку, однако надпись «Южная Африка» (англ. SOUTH AFRICA) была заменена словом «Средиземноморье» (англ. MEDITERRANEAN) на обратной стороне медали. На медали также были выгравированы имя получателя и его звание.

## Вручение
Было вручено около 5000 медалей. Они вручались солдатам и офицерам следующих подразделений: Королевские нортумберлендские фузилёры, Королевские фузилёры Лондонского полка, Личный принца Уэльского Западно-Йоркширский полк, Северо-Ланкаширский верный полк, Личный Её Величества королевский Западно-Кентский полк, Личный Его Величества Йоркширский лёгкий пехотный полк, Сифортские горцы и Королевские манстерские фузилёры.